# Santa Cecília de la Fabregada
Santa Cecília de la Fabregada és una església del municipi de Vilanova de Meià (Noguera) inclosa en l'Inventari del Patrimoni Arquitectònic de Catalunya.
Les seves ruïnes, totalment isolades, són a l'indret de la Fabregada, al cim d'un turó, als vessants meridionals de la serra de lo Tamany, al peu de la Roca Roja, dominant el barranc de Cuba.

## Història
Degué ser sempre una capella dependent de la parroquial de Sant Sadurní de la Fabregada i del priorat de Meià fins a la desamortització eclesiàstica. El terme de la Fabregada es documenta en tractar de la parroquial de Sant Sadurní, l'any 1094 mentre que de l'església no es coneix cap referència antiga de manera explícita. Segurament, un cop Sant Sadurní deixar de tenir culte, Santa Cecília continuà les funcions de capella del terme. A mitjan segle xvii Roig i Jalpí fa el comentari següent: «Santa Cecilia Virgen y Martyr, en dicho término de Fabregada». Posteriorment, Santa Cecília deixà de tenir culte i en l'actualitat es troba gairebé enderrocada.

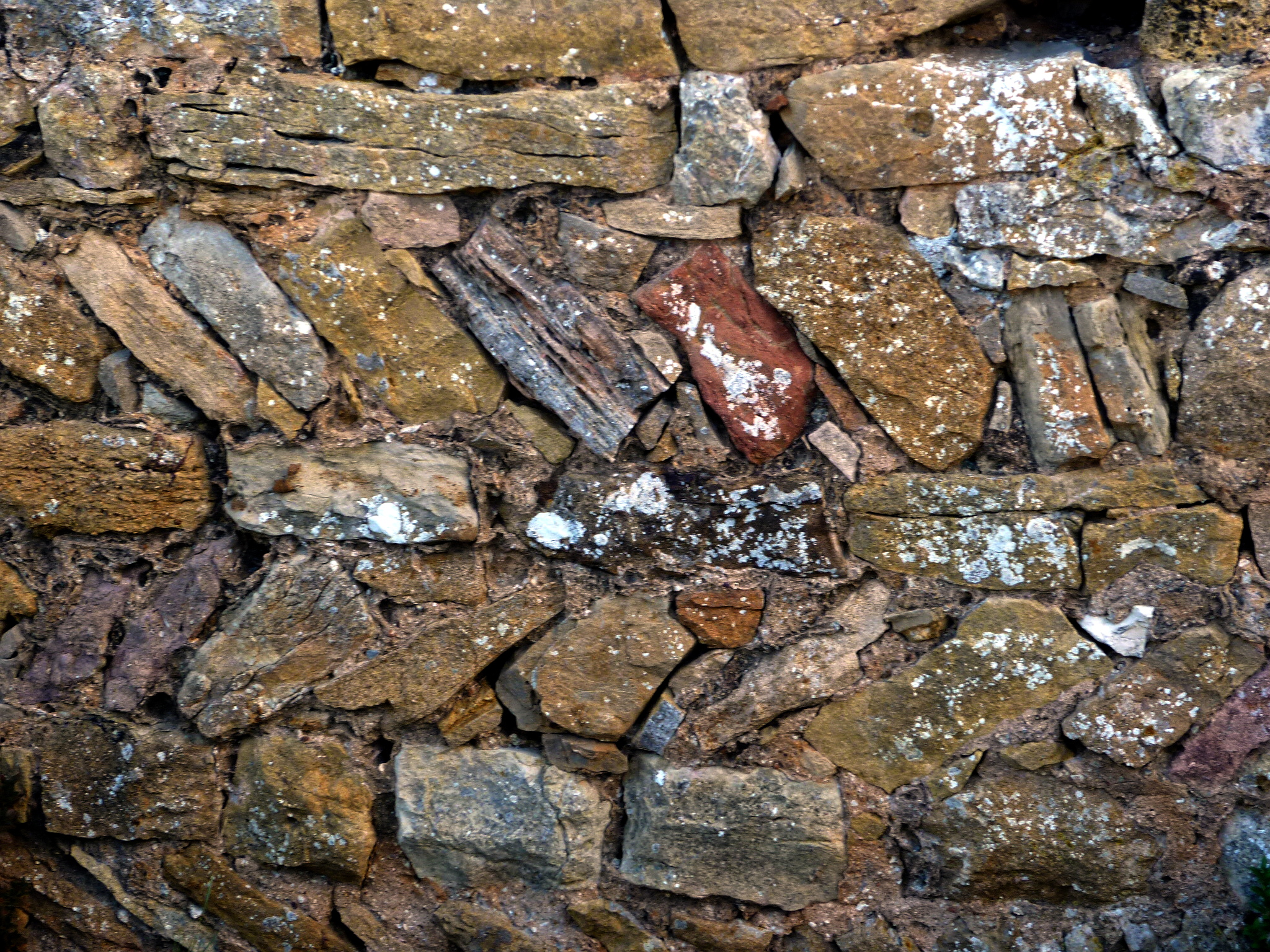
Opus spicatum

## Arquitectura
Edifici de reduïdes dimensions, d'una sola nau coberta amb volta de canó de perfil semicircular, parcialment enrunada als extrems de llevant i de ponent, on es conserven els brancals de l'arc toral adossat al mur de ponent que la reforçava. La nau és escapçada a llevant per un absis semicircular, aterrat, que s'obre a la nau mitjançant un arc presbiteral en degradació del qual es conserven sols els brancals. Es conserva una finestra en forma de creu a la façana oest i la porta s'obre a la façana sud amb un arc de mig punt espoliat exteriorment. Les façanes no tenen decoració com tampoc no en devia tenir la desapareguda façana absidal si s'ha de jutjar pels vestigis que en romanen. A l'interior es veuen tres fornícules rectangulars al mur de ponent. L'aparell és de carreuó ben escairat disposat en filades horitzontals i regulars. Hi ha filades d'«opus spicatum» a la base del mur oest, que sembla una refecció; també n'hi ha al mur nord, on per dins és resseguit amb el rejuntat incís de les peces.
Tot i la manca d'elements ornamentals que permetin de donar una filiació estilística, els elements constructius assenyalen clarament les formes pròpies de l'arquitectura del segle xi.